# Earl av Athlone
Earl av Athlone var en engelsk adelstitel.
Den holländske fältmarskalken Godert de Ginkell upphöjdes 1691 till earl av Athlone efter att ha erövrat staden för Vilhelms av Oranien räkning och besegrat jakobiterna. Hans ätt dog ut 1844 med den 9:e earlen. Titeln återupplivades 1890 till förmån för prins Albert Victor, hertig av Clarence och Avondale, som avled utan arvingar 1892. Den förlänades en tredje gång 1917 till prinsens tilltänkte svåger, Alexander av Teck, men även denne dog utan manliga arvtagare.